# Aleyrodes taiheisanus
Aleyrodes taiheisanus là một loài côn trùng cánh nửa trong họ Aleyrodidae, phân họ Aleyrodinae.
Aleyrodes taiheisanus được Takahashi miêu tả khoa học đầu tiên năm 1939.